# يوه ساتو
يوه ساتو (باليابانية: 佐藤 優平) (مواليد 29 أكتوبر 1990)، هو لاعب كرة قدم ياباني سابق كان يلعب كلاعب وسط.

## وصلات خارجية
- يوه ساتو على موقع رابطة كرة القدم اليابانية للمحترفين (اليابانية)
- يوه ساتو على موقع دوري كوريا الجنوبية (الإنجليزية)
- يوه ساتو على موقع قاعدة بيانات كرة القدم.إي يو (الإنجليزية)
- يوه ساتو على موقع Soccerway.com (الإنجليزية)
- يوه ساتو على موقع عالم كرة القدم.نت (الإنجليزية)